# وتاسیایا
وتاسیایا (به لاتین: Wetasseyaya) یک منطقهٔ مسکونی در سری‌لانکا است که در استان مرکزی (سری‌لانکا) واقع شده‌است.